# Ꜭ

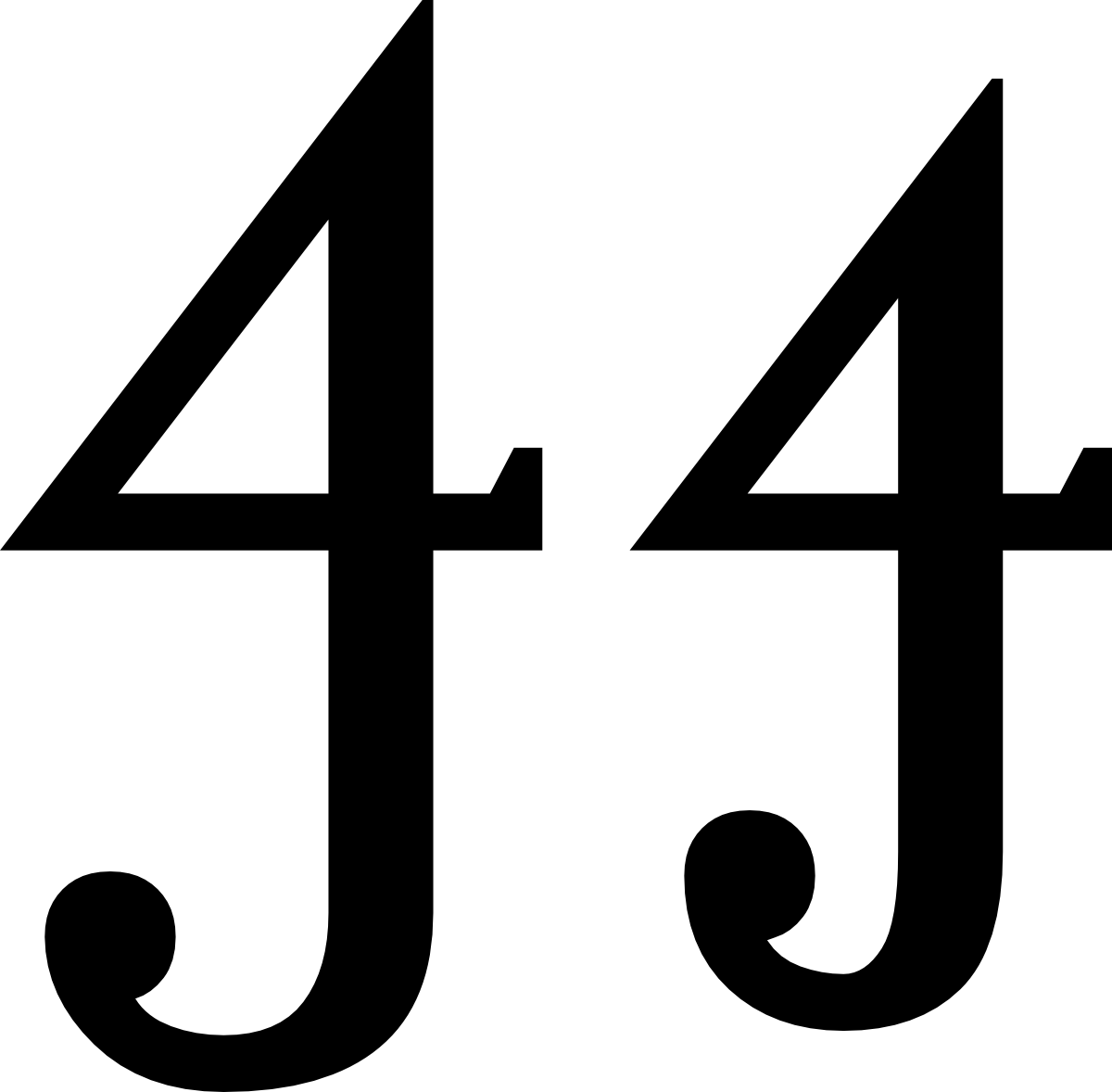
Písmeno Ꜭ

Ꜭ (minuskule ꜭ) je speciální písmeno latinky. Nazývá se cuatrillo, což ve španělštině znamená "malá čtyřka". Písmeno je založeno na čísle 4. V současnosti se již v žádném jazyce nepoužívá, ale bylo použito v 16. století františkánským misionářem Alonsem de la Parra v jazyce quiché, používaném v Guatemale. V Unicode má majuskulní tvar kód U+A72C a minuskulní U+A72D. Nelze ho uměle modifikovat, ale existuje varianta s čárkou Ꜯ.